# 이나리 박스

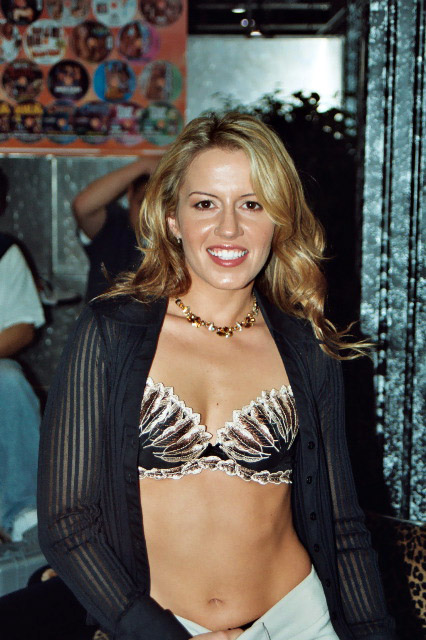
이나리 박스

이나리 박스 (Inari Vachs)는 미국의 여자 포르노 배우이다. 1974년 9월 2일 출생. 미시간주 출신.